# Dick's Last Resort
Dick's Last Resort es una cadena de bares y restaurantes en los Estados Unidos, conocida por el empleo intencional de un personal desagradable. La cadena consta de diecisiete restaurantes. El restaurante tiene sus orígenes en Dallas y su nombre proviene de su propietario original, Dick Chase, que abrió un establecimiento de «alta cocina» en 1985. El establecimiento fue un completo fracaso, que resultó en bancarrota. En lugar de continuar con el motivo del restaurante de lujo, Chase reorganizó sus esfuerzos y decidió «ir descuidadamente». La imagen de Chase todavía aparece en sus camisetas y materiales promocionales. El resultado final fue un éxito, lo que llevó a la creación de más ubicaciones.
En 1995, la empresa intentó expandirse a Europa y abrió un restaurante en Londres, pero el esfuerzo se abandonó y el restaurante se vendió a principios de 1996.
La compañía ahora es propiedad de Deja Vu, un gran conglomerado de entretenimiento y restaurantes, y el concepto se ha expandido a decenas de estados.

## Atmósfera
Dick's Last Resort enseña a sus camareros a ser desagradables. Además del personal, la decoración se considera «extravagante». El restaurante utiliza mesas estilo pícnic y manteles de papel. Se espera que los clientes de Dick's sean insultados o colocados en situaciones incómodas. Baberos de adultos y grandes sombreros de papel hechos a mano con insultos escritos se entregan a los comensales para que los usen durante su estadía. No hay servilletas en las mesas; generalmente son arrojados a los clientes por el personal de servicio.

## Menú
El menú de Dick's está influenciado por la cocina sureña, que consiste en hamburguesas, barbacoa y mariscos.
Además de comida y bebida, Dick's ofrece suvenires como camisetas de «Real Women Love Dick's» y calcomanías de parachoques «I Love Dick's».